# 彭清华
彭清華（1957年4月28日—），湖北大冶人，中国共产黨、中华人民共和国政治人物，副国级领导人。1974年8月参加工作，1976年6月加入中国共产党。北京大学哲学系哲学专业本科毕业，湖南大学工业外贸专业在职研究生工学硕士学位，中山大学企业管理专业在职研究生管理学博士学位。
彭清华曾担任中共中央組織部副部长级干部，中央人民政府駐香港特別行政區聯絡辦公室（香港中聯辦）主任、中共广西壮族自治区党委书记、广西壮族自治区人大常委会主任、中共四川省委书记、四川省人大常委会主任等职务。是第十七届、十八届、十九届中共中央委员。现任第十四届全国人大常委会副委员长。

## 生平

### 早年
1964年，7岁的彭清华进入村内古塘小学读书。彭清华的小学老师回忆说，彭清华自小就沉着、冷静，读书时好静不好动，好思考不好玩，作文比许多中学生都要写得好。1969年，他进入茗山中学，1971年升入大冶一中。1974年8月，彭清华高中毕业后，向县知青办主任陈振家申请到县内条件最艰苦的太婆尖茶场当知青，不久称为知青组长。1975年，大冶县知青办从大冶1万多名知青中选代表，参加湖北省的知青代表大会。彭清华成为第一个入选代表。随后，彭清华被安排到大冶县知青办当干事，写知青工作材料。不久，他被安排到还地桥公社（现还地桥镇）当秘书。
1979年，彭清华参加高考，以黄石地区语文总分第一名的成绩考入北京大學哲學系学习。1983年7月，从北大毕业的彭清华被分配到中共中央组织部工作，开启从政生涯。被分配到中央组织部后，彭清华先后担任中央组织部党政外事干部局、地方干部局干事。1988年7月，他担任中央组织部地方干部局副处长。仅仅一个月后，就被调任中央组织部秘书，先后服务宋平、吕枫两任部长。1992年11月，调任中央组织部党建研究所负责人、副所长。1997年3月，兼任《党建研究》杂志社总编辑。1999年3月，升任党建研究所副所长；同年5月，调任部研究室主任。2000年6月，彭清华再兼任部政策法规局局长。最后在2001年2月，提任中央组织部部务委员兼干部一局（干部调配）局长，明确为副部长级。
在此期间，彭清华于1993年至1996年在湖南大学工业外贸专业在职研究生学习，获工学硕士学位；1996年至2001年，在中山大学企业管理专业在职研究生学习，获管理学博士学位。

### 香港中联办
2003年12月，彭清华离开长期工作的中组部，调任中央人民政府驻香港特别行政区联络办公室副主任。2007年7月，彭清华接替了高祀仁的中央香港工作委员会书记职务（官方简历中称为中联办正部长级副主任），并在随后的中共十七大上，当选为中共中央委员。2009年5月25日，任香港中联办主任。
彭清华来到香港后，在中联办先后组建了青年工作部、警务联络部、社团联络部、法律部等多个部门，全面加强与香港社会的联系。上任中联办主任后，经常发表与香港事务的相关言论。2012年春节之际，彭清华表示“香港自身也存在一些矛盾和问题，需要认真加以解决”。同年香港回归十五周年之际，彭清华表示，香港内地深化交流合作是大势所趋，只要香港各界继续贯彻胡锦涛主席提出的“集中精力发展经济，切实有效改善民生，循序渐进推进民主，包容共济促进和谐”的总要求，发挥“一国两制”制度优势，抓住国家“十二五”机遇，开拓进取，香港就一定能克服各种困难和挑战，创造新的辉煌。
2012年12月18日，彭清华离任香港中联办主任时，在辞行信中说“九年风雨路，一世香江情”。继任主任张晓明高度评价了彭清华的工作，说他“作风深入，善于听取各方面意见，把握社情民意，积极推动香港与内地加强交流与合作”，“在香港社会树立了良好的形象”。彭清华在之后主政广西、四川时，也一直大力推进所在地区与香港的交流合作。

### 广西壮族自治区
2012年12月19日，中共中央决定，彭清华接替调任公安部部长的郭声琨，任中共广西壮族自治区党委书记。2013年1月，当选广西壮族自治区人大常委会主任，同年5月，任广西军区党委第一书记。
彭清华主政广西后，主打三张牌：“东盟牌”、“一带一路牌”、“香港牌”。2017年，广西GDP首度超过人民币2万亿元，在全国各省份中排名17。2017年4月，中共中央总书记习近平来到广西考察，彭清华和自治区主席陈武陪同习近平视察了北海、南宁等地，并向习近平汇报工作。习近平对广西工作予以肯定。2018年2月，当选为第十三届全国人大代表。

### 四川省
2018年3月21日，彭清华接替当选为全国人大常委会副委员长的王东明转任中共四川省委书记。2019年1月，当选四川省人大常委会主任。2020年，他成为参与十九届五中全会文件起草组的两位地方大员之一（另一位是马兴瑞）。2021年7月，四川省委书记彭清华在成都会见班禅额尔德尼·确吉杰布，欢迎他来川参观考察，四川省政协主席柯尊平一同会见。
2022年4月22日，不再担任中共四川省委书记、常委、委员职务。

### 全国人大
2022年6月24日，任第十三届全国人民代表大会农业与农村委员会副主任委员。2023年1月15日，不再担任四川省人大常委会主任职务。
2023年3月10日，在第十四届全国人民代表大会上，彭清华当选为全国人大常委会副委员长，成为副国级领导人。

## 个人
彭清华为人亲切和善。在读五年级时，一个调皮的同学在教室里故意将一口痰吐在他身上，他没有生气，冷静地对那位同学说：“我知道你不是故意的，以后吐痰注意点，别再吐错地方。”在中央组织部工作期间，对于一些有才华但曾在生活中犯过小错的官员，都愿意给予机会改过。许多人都很感激他，这也令他在官场上形象和口碑很好。